# Ramona (Califórnia)
Ramona é uma Região censo-designada localizada no estado americano da Califórnia, no Condado de San Diego.

## Demografia
Segundo o censo americano de 2000, a sua população era de 15.691 habitantes.

## Geografia
De acordo com o United States Census Bureau tem uma área de 39,6 km², dos quais 39,6 km² cobertos por terra e 0,0 km² cobertos por água. Ramona localiza-se a aproximadamente 462 m acima do nível do mar.

## Localidades na vizinhança
O diagrama seguinte representa as localidades num raio de 24 km ao redor de Ramona.